# Ґілає
Ґілає (перс. گيلايه) — село в Ірані, у дегестані Шуиїл, у бахші Рахімабад, шагрестані Рудсар остану Ґілян. За даними перепису 2006 року, його населення становило 77 осіб, що проживали у складі 19 сімей.

## Клімат
Середня річна температура становить 9,35°C, середня максимальна – 24,68°C, а середня мінімальна – -7,11°C. Середня річна кількість опадів – 377 мм.
| Клімат поселення                              | Клімат поселення | Клімат поселення | Клімат поселення | Клімат поселення | Клімат поселення | Клімат поселення | Клімат поселення | Клімат поселення | Клімат поселення | Клімат поселення | Клімат поселення | Клімат поселення | Клімат поселення |
| Показник                                      | Січ.             | Лют.             | Бер.             | Квіт.            | Трав.            | Черв.            | Лип.             | Серп.            | Вер.             | Жовт.            | Лист.            | Груд.            |                  |
| Середній максимум, °C                         | 3,00             | 3,62             | 6,32             | 12,71            | 18,06            | 22,33            | 24,68            | 24,52            | 20,74            | 17,28            | 10,92            | 5,14             |                  |
| Середня температура, °C                       | −2,05            | −1,45            | 1,26             | 7,66             | 13,02            | 17,26            | 20,23            | 20,05            | 16,28            | 12,81            | 6,46             | 0,68             |                  |
| Середній мінімум, °C                          | −7,11            | −6,5             | −3,79            | 2,59             | 7,96             | 12,20            | 15,76            | 15,58            | 11,82            | 8,35             | 2,00             | −3,78            |                  |
| Норма опадів, мм                              | 35               | 38               | 60               | 47               | 39               | 13               | 11               | 9                | 13               | 33               | 38               | 41               |                  |
| Середньомісячна швидкість вітру, м/с          | 1.97             | 2.49             | 2.64             | 2.86             | 2.30             | 2.13             | 2.02             | 1.92             | 1.82             | 1.80             | 2.22             | 1.91             |                  |
| Середньомісячна сонячна радіація, кДж/м²·день | 7793             | 10227            | 12719            | 16729            | 20533            | 23271            | 23085            | 20584            | 17357            | 12664            | 9446             | 7461             |                  |
| --------------------------------------------- | ---------------- | ---------------- | ---------------- | ---------------- | ---------------- | ---------------- | ---------------- | ---------------- | ---------------- | ---------------- | ---------------- | ---------------- | ---------------- |
| Джерело:                                      |                  |                  |                  |                  |                  |                  |                  |                  |                  |                  |                  |                  |                  |